# 2-ethylhexanal
2-ethylhexanal is een organische verbinding met als brutoformule C8H16O. Het is een kleurloze vloeistof met een kenmerkende geur.

## Toxicologie en veiligheid
De stof kan ontplofbare peroxiden vormen bij langdurig contact met zuurstof of lucht. De stof kan polymeriseren bij contact met natriumhydroxide, ammoniak, butylamine, dibutylamine en anorganische zuren. 2-ethylhexanal reageert met oxiderende stoffen.